# Грбови и печати држава и територија САД
Ово је галерија печата и грбова 50 савезних држава САД, као и дистрикта Колумбија и савезних територија. Списак је поредан по азбучном редоследу. Такође, галерија садржи и актуелни, као и историјске грбове САД.

## Симболи Сједињених Америчких Држава
- Грб Сједињених Америчких Држава
- Велики печат Сједињених Америчких Држава
- Наличје печата Сједињених Америчких Држава

### Други печати САД
- Печат Председника Сједињених Америчких Држава
- Печат Сената Сједињених Америчких Држава
- Печат Конгреса Сједињених Америчких Држава

## Савезне државе
- Печат Ајдаха
- Печат Ајове
- Грб Алабаме
- Печат Алабаме
- Печат Аљаске
- Печат Аризоне
- Печат Арканзаса
- Печат Вајоминга
- Печат Вашингтона
- Грб Вермонта
- Печат Вермонта
- Печат Вирџиније
- Грб Висконсина
- Печат Висконсина
- Грб Делавера
- Печат Делавера
- Грб Западне Вирџиније
- Печат Западне Вирџиније
- Печат Илиноиса
- Печат Индијане
- Печат Јужне Дакоте
- Печат Јужне Каролине
- Печат Јуте
- Печат Калифорније
- Печат Канзаса
- Печат Кентакија
- Печат Колорада
- Грб Конектиката
- Печат Конектиката
- Печат Луизијане
- Грб Масачусетса
- Печат Масачусетса
- Грб Мејна
- Печат Мејна
- Грб Мериленда
- Печат Мериленда
- Печат Минесоте
- Грб Мисисипија
- Печат Мисисипија
- Грб Мисурија
- Печат Мисурија
- Грб Мичигена
- Печат Мичигена
- Печат Монтане
- Печат Небраске
- Печат Неваде
- Печат Њу Мексика
- Печат Њу Хемпшира
- Грб Њу Џерзија
- Печат Њу Џерзија
- Грб Њујорка
- Печат Њујорка
- Печат Оклахоме
- Печат Орегона
- Грб Охаја
- Печат Охаја
- Грб Пенсилваније
- Печат Пенсилваније
- Грб Роуд Ајланда
- Печат Роуд Ајланда
- Грб Северне Дакоте
- Печат Северне Дакоте
- Печат Северне Каролине
- Грб Тексаса
- Печат Тексаса
- Печат Тенесија
- Печат Флориде
- Печат Хаваја
- Печат Џорџије

## Савезни дистрикт
- Печат Вашингтона, Дистрикт Колумбије

## Територије САД
- Грб и печат Америчких Девичанских Острва
- Грб и печат Америчке Самое
- Грб Гуама
- Грб Малих спољних острва САД
- Грб Порторика
- Печат Порторика
- Печат Северних Маријанских острва